# Techung
Pour les articles homonymes, voir Dhondup.
Techung, aussi appelé Tashi Dhondup Sharzur, né au Tibet, est un musicien, chanteur et  compositeur tibétain.

## Biographie
Techung est né au Tibet, il a grandi en Inde où il a suivi une éducation artistique à l'Institut tibétain des arts du spectacle où il réside 17 ans. Il s'installe aux États-Unis où en 1989 il fonde Chaksampa, une compagnie de danse et d’opéra tibétains. Il s’est produit dans différents pays et lors des 4 Tibetan Freedom Concerts de Milarepa Fund.
Sa chanson « Losar » est nommé meilleure chanson traditionnelle moderne en 2003 lors du premier Tibetan Music Awards de Dharamsala. Il a également participé à de nombreuses bandes originales de films (Everest, Windhorse (nl), Ce qu'il reste de nous, et Dreaming Lhasa). Il participe au Festival culturel du Tibet et des peuples de l'Himalaya, notamment en 2010.